# Denderwindeke
Denderwindeke est une section de la ville belge de Ninove située en Région flamande dans la province de Flandre-Orientale et le Denderstreek. C'était une commune à part entière avant la fusion des communes de 1977.

## Toponymie
Dender = Dendre et Wenetius = nom d’une personne.
VUenteka super fluuium Thenra (896), Wentica (1166), Winti (1219), Windeca (1221)

## Démographie

### Évolution démographique
- Sources : INS, Rem. : 1831 jusqu'en 1970 = recensements, 1976 = nombre d'habitants au 31 décembre[3].

## Curiosités
- L’église gothique Saint-Pierre.
- Le moulin ter Zeven Wegen.